# جک باکسلی
جک باکسلی (انگلیسی: Jack Boxley; ۳۱ مهٔ ۱۹۳۱ – مارس ۲۰۱۶) بازیکن فوتبال اهل بریتانیا بود.
از باشگاه‌هایی که در آن بازی کرده‌است می‌توان به باشگاه فوتبال چیپنهام تاون، باشگاه فوتبال بث سیتی، باشگاه فوتبال ولتون راورز، باشگاه فوتبال کاونتری سیتی، و باشگاه فوتبال بریستول سیتی اشاره کرد.